# 武末悉昌
武末 悉昌（たけすえ よしまさ、1922年10月4日 - 1998年6月2日）は、福岡県出身のプロ野球選手（投手）・コーチ・監督、解説者・評論家。
名前は、悉昌を音読みして「しっしょう」とも称した。

## 経歴
旧制筑紫中学（現：福岡県立筑紫丘高等学校）を卒業後、野球を続けるために旧満州に渡り、大連高等商業学校を経て、満協中央銀行に入る。その後、1944年に召集令状を受け取り、関東軍に経理将校として召集される。1945年に終戦。復員後、福岡銀行、杵島炭鉱、西日本鉄道の野球部で活躍する。アンダースローに転向。これが運命を決定的に変える。
武末は1948年の第19回都市対抗野球大会に西日本鉄道のエース投手として出場。準々決勝で大島信雄投手の大塚産業を、準決勝で野村武史投手の豊岡物産を破って決勝に進出。決勝の相手の星野組はエース投手の荒巻淳を骨折で欠いてはいたものの、西本幸雄一塁手・今久留主淳三塁手・今久留主功二塁手・永利勇吉捕手など、後にプロ野球界に進む野手6人のいる強力チームで（翌年の第20回大会では優勝）、これを4安打1点に抑えて優勝。この大会での武末は胆嚢炎を患っていたが、痛みをこらえて延長戦1試合を含む全5試合を一人で投げ切った。
1949年、黄金時代を迎えつつあった山本（鶴岡）一人監督率いる南海ホークス（現・福岡ソフトバンクホークス）に入団。プロ入りをめぐっては、南海と大阪タイガース（阪神）とが争った。後年の武末の回想によると、タイガースに入団することを決意して来阪し、阪神の球団事務所を訪れたが、女性の事務員以外は不在で話が要領を得なかったため、南海の球団事務所に赴いて契約するに至ったという。この入団時の経緯は、江藤晴康の二重契約問題につながることとなった（詳細は江藤の項目を参照）。
1年目に21勝17敗の好成績で最多奪三振を獲得。アンダースローの元祖と呼ばれる。この年の日米野球においてサンフランシスコ・シールズ相手に10月29日の第6戦（ステート・サイド・パーク）で好投、「スパイクの横からボールが来た」「マウンドの土の中からボールが浮き上がってきた」と震撼させた。
しかし、交際女性との口論からアンダースロー投手の生命線である右手首を切られる事件に巻き込まれ、再起を危ぶまれる。このこともあり、翌1950年のリーグ分裂･新規球団多数参入に際し、西鉄クリッパース（現・埼玉西武ライオンズ）へ移籍する。故郷に戻った武末は心機一転、前年の驚異的成績から数字は落としたが、チーム勝ち頭となる12勝を挙げる。
1951年、セントラル・リーグ加盟の西日本パイレーツと合併し、新たに西鉄ライオンズが誕生。監督に名将・三原脩が就任する。前年とこの年の活躍から第1回オールスターゲームに出場を果たしたが、1952年からは成績が低迷。1953年は未勝利に終わる。
三原監督と反りが合わなかったこともあり、1954年、永田雅一主導で誕生した新規球団・高橋ユニオンズにトレード加入。このとき、高橋球団のために既存球団は選手を提供したが、最盛期を過ぎた選手ばかりであった。このような弱小球団において勝ちが先行する投手はほとんどおらず、武末も28試合に登板し、先発陣の一角を担ったが、3勝4敗と負け越した。チーム名が高橋ユニオンズからトンボユニオンズに変わった1955年に引退を表明する。
引退後はRKB毎日放送解説者・報知新聞評論家を経て、1962年に中西太選手兼任監督の招聘で古巣・西鉄の投手コーチになり、翌1963年の優勝に貢献する。1969年、黒い霧事件の発覚で先発投手陣のほとんどが永久追放処分となり、西鉄は急速にチーム状況が悪化。同年のシーズンをもって中西監督が辞任・引退し、稲尾和久監督が就任。それに伴い1970年からは二軍監督を務める。コマ不足のチームにあっては二軍で新人を長期育成することもままならず、1971年に二軍監督を退任しその後スカウトに就任し真弓明信を担当した。
1998年6月2日、心不全のため福岡市内で死去。享年75。

## エピソード
刑事ドラマの元祖と呼び声高い黒澤明監督の映画『野良犬』（1949年）において、刑事（志村喬と三船敏郎）が殺人犯を張り込むシーンに後楽園球場の読売ジャイアンツ対南海ホークス戦が登場する。このとき、投げていたのが武末で、バッターボックスには川上哲治が入っていた。この打席で武末は川上を外野フライに打ち取っている。

## 詳細情報

### 年度別投手成績
| 年 度     | 球 団       | 登 板 | 先 発 | 完 投 | 完 封 | 無 四 球 | 勝 利 | 敗 戦 | セ 丨 ブ | ホ 丨 ル ド | 勝 率 | 打 者 | 投 球 回 | 被 安 打 | 被 本 塁 打 | 与 四 球 | 敬 遠 | 与 死 球 | 奪 三 振 | 暴 投 | ボ 丨 ク | 失 点 | 自 責 点 | 防 御 率 | W H I P |
| --------- | ----------- | ----- | ----- | ----- | ----- | -------- | ----- | ----- | -------- | ----------- | ----- | ----- | -------- | -------- | ----------- | -------- | ----- | -------- | -------- | ----- | -------- | ----- | -------- | -------- | ------- |
| 1949      | 南海        | 51    | 36    | 24    | 3     | 1        | 21    | 17    | --       | --          | .553  | 1389  | 333.1    | 298      | 18          | 121      | --    | 7        | 183      | 1     | 3        | 136   | 116      | 3.13     | 1.26    |
| 1950      | 西鉄        | 29    | 14    | 11    | 1     | 2        | 12    | 6     | --       | --          | .667  | 665   | 165.1    | 133      | 7           | 54       | --    | 2        | 77       | 1     | 0        | 62    | 57       | 3.09     | 1.13    |
| 1951      | 西鉄        | 26    | 16    | 6     | 0     | 0        | 11    | 7     | --       | --          | .611  | 709   | 167.0    | 136      | 4           | 76       | --    | 4        | 65       | 1     | 0        | 68    | 55       | 2.96     | 1.27    |
| 1952      | 西鉄        | 23    | 17    | 4     | 1     | 0        | 2     | 8     | --       | --          | .200  | 483   | 111.1    | 96       | 4           | 67       | --    | 1        | 58       | 0     | 0        | 57    | 45       | 3.62     | 1.46    |
| 1953      | 西鉄        | 12    | 9     | 0     | 0     | 0        | 0     | 2     | --       | --          | .000  | 152   | 30.1     | 29       | 6           | 29       | --    | 4        | 10       | 2     | 0        | 32    | 26       | 7.55     | 1.91    |
| 1954      | 高橋 トンボ | 28    | 19    | 0     | 0     | 0        | 3     | 4     | --       | --          | .429  | 526   | 125.0    | 104      | 12          | 56       | --    | 6        | 78       | 0     | 0        | 47    | 41       | 2.95     | 1.28    |
| 1955      | 高橋 トンボ | 4     | 2     | 0     | 0     | 0        | 0     | 2     | --       | --          | .000  | 40    | 6.0      | 15       | 0           | 8        | 0     | 1        | 2        | 0     | 0        | 14    | 13       | 19.5     | 3.83    |
| 通算：7年 | 通算：7年   | 173   | 113   | 45    | 5     | 3        | 49    | 46    | --       | --          | .516  | 3964  | 938.1    | 811      | 51          | 411      | 0     | 25       | 473      | 5     | 3        | 416   | 353      | 3.38     | 1.30    |

- 各年度の太字はリーグ最高
- 高橋（高橋ユニオンズ）は、1955年にトンボ（トンボユニオンズ）に球団名を変更

### タイトル
- 最多奪三振：1回 （1949年）※当時連盟表彰なし

### 記録
- オールスターゲーム出場：1回 （1951年）

### 背番号
- 19 （1949年）
- 18 （1950年 - 1953年）
- 21 （1954年 - 1955年）
- 50 （1962年 - 1967年）
- 65 （1968年 - 1969年）
- 80 （1970年 - 1971年）

## 関連情報

### 出演番組
- RKBエキサイトナイター - 解説者時代に出演していた野球中継番組の現行タイトル
- 侍プロ野球 - 解説者時代に出演していた野球中継番組の現行タイトル